# 垂揺球儀

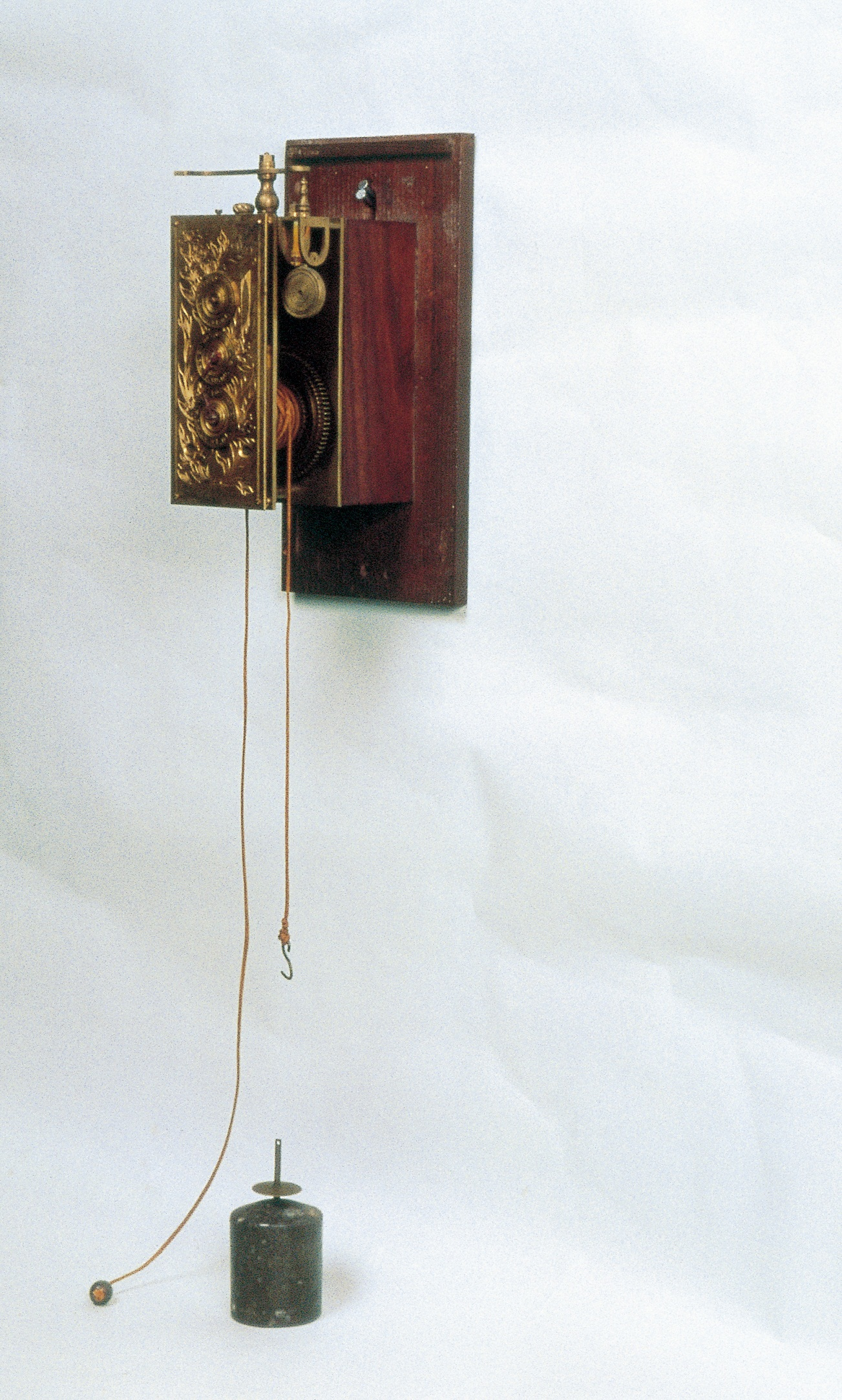
伊能忠敬が使用した垂揺球儀。千葉県香取市　伊能忠敬記念館所蔵。

垂揺球儀（すいようきゅうぎ）とは、日本の江戸時代に作られた和時計。振り子時計の一種であり、振り子の振動回数を表示し、そこから時刻を求めることができる。また、振り子の振動を維持するための動力源や伝達機構が備わっている。江戸時代に天体観測や改暦などの用途で使用されたほか、伊能忠敬の全国測量の際にも携行された。

## 構造

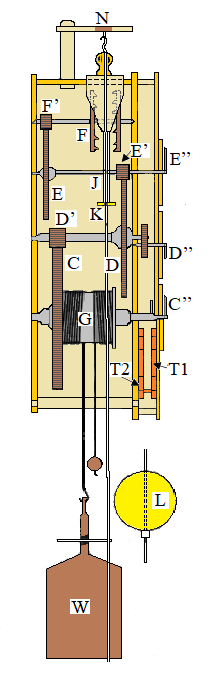
【図1】伊能忠敬が使用した垂揺球儀の側面図。大谷(1917)、p.403の図をもとに作成。

原理は振り子時計と同じである。すなわち、振り子はその長さが同じで、かつ振り子の振動が小さいときは、1回振動するのに要する時間は一定であるという「振り子の等時性」の法則があるので、これを利用することで時間が求められる。しかし振り子を振動させるだけの構造だと振り子は摩擦や空気抵抗によって減衰し止まってしまうので、振動を維持するための動力源や伝達機構が備わっている。垂揺球儀が従来の尺時計などの和時計と異なる点として、振り子を使用したこと、動力伝達の構造、そして振動数を計測する機能が挙げられる。
垂揺球儀の場合、振り子にあたるのが垂球（L）で、動力源となるのは下部の大錘（W）である。また、一般的な振り子時計と異なり、表示される数値は時刻ではなく、振り子の振動回数である。これは、当時の日本が不定時法を採用していたことと関係している。垂揺球儀の使用目的は主に天体観測であるが、天体観測の記録を記すには不定時法は不向きのため、時刻表示では不便であった。
以下に垂揺球儀の構造を示す。なお、細部の構造は個々の垂揺球儀によって差異がある。また部品名称は原則として和時計学会が1983年（昭和58年）に発行した報告書に記載された名称を使用した。同報告書で使用されている名称は、1844年（弘化元年）の『寛政暦書』に記載の名称を踏襲したものである。
動力源の大錘（W）は紐につながれ、その紐は套軸（G）に巻かれている。套軸は最下輪（C）と同軸となっており、套軸と最下輪は最下軸によって貫かれている。大錘の重力によって最下軸が回転する。
最下輪（C）には歯が設けられ、この歯は第二軸に取り付けられた第二軸カナ（D’）と噛み合っている。最下輪と第二軸カナの歯数比は10対1で、最下軸が1回転する間に第二軸が10回転する。第二軸にはさらに第二輪（D）が取り付けられており、この第二輪の歯は第三軸に取り付けられた第三軸カナ（E'）と噛み合っている。第二軸が1回転する間に第三軸が10回転する。第三軸にはさらに第三輪（E）が取り付けられており、この第三輪の歯は爪車（F）の軸に取り付けられたカナ（F'）と噛み合っている。第三軸が1回転する間に爪車が10回転する。したがって、最下軸が1回転する間に爪車は1000回転することになる。
爪車（F）は、10個の爪を備えた王冠状の部品である。2個の爪車が、爪が内側にくる形で、軸に取り付けられている。

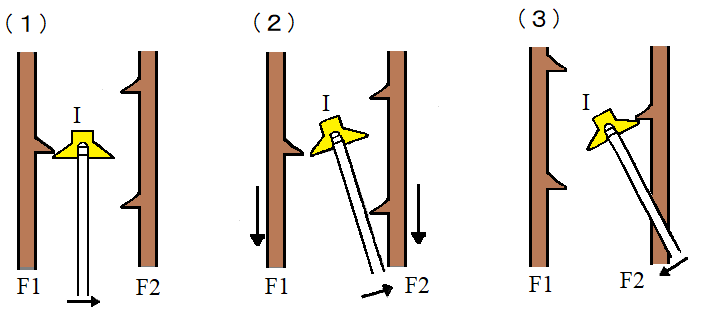
【図2】爪車(F1, F2)と鋼鉄片(I)の動作。大谷(1917)、pp.406-407の図をもとに作成。

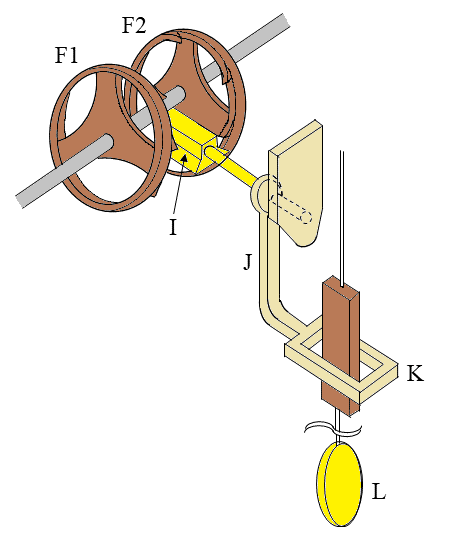
【図3】伊能忠敬が使用した垂揺球儀の促球機の構造。浅井(1983)、pp.35,46の写真と図、及び大谷(1917)、p.404の図をもとに作成。

爪車（F）の回転は、促球機（アンクル）によって垂球（L）に伝えられる。この爪車による動力の伝達を、【図2】によって説明する。2個の爪車（F1, F2）の間には促球機の先端が挿入されている。この促球機の先端部分を仮に鋼鉄片（I）と呼ぶ。鋼鉄片は下面が水平で、上面は中央が高く左右に行くにしたがって低くなるように傾斜がつけられている。垂球の振動にともなって鋼鉄片は左右方向に円弧を描くように振動する。一方、2個の爪車は大錘（W）より伝わる動力により、ともに図の下方向へと回転運動する。
いま、（1）のように、鋼鉄片（I）の左側の斜面が左側の爪車（F1）の爪と接触しているとする。この状態から、鋼鉄片が垂球の振動により右方向へと移動すると、（2）のように鋼鉄片と爪車の爪との接触が解かれる。このとき、左側の爪車の下方向の動力が鋼鉄片へと伝わる。そして右方向へと移動した鋼鉄片は、（3）のように、右側の爪車（F2）の爪と接触する。そして鋼鉄片が左方向へと移動するときに、右側の爪車の下方向の動力が鋼鉄片へと伝わる。これを繰り返すことにより、鋼鉄片は振動するたびに2個の爪車より動力を得る。鋼鉄片が1回の往復振動をすると、2個の爪車はともに爪1つ分だけ回転する。爪車の爪は10個なので、鋼鉄片が10回往復振動する（すなわち垂球が10回往復振動する）と、爪車が1回転することになる。
促球機の構造は【図3】のようになっている。鋼鉄片（I）からは水平に軸が出ており、その軸は銅片曲下（J）の先端と接続されている。銅片曲下は、軸との接続箇所から下に向かい、途中で向きが水平方向に曲がっている。銅片曲下の水平方向に延びた先端には舌（K）が取り付けられている。舌は直方体であるが、中央部は空洞になっている。舌の空間を垂球（L）が上下方向に貫通する。垂球は装置の上部（【図1】のN）から吊り下げられており、舌を貫通する箇所には金属片が取り付けられている。舌の内側と金属片は通常わずかに隙間が空いているが、垂球が振動するときは両者が接触することで力が伝達される。すなわち、爪車から伝わった動力により促球機全体が振動し、その力は舌を通じて垂球に伝わる。垂球は固有の周期により振動し、この周期によって爪車や最下軸、第二軸、第三軸の回転速度が決定される。
垂球の振動回数は、最下軸、第二軸、第三軸とそれぞれ連動している指針（【図1】のC'', D'', E''）と、文字盤によって表示される。第三軸の指針は垂球100回の振動で1回転、第二軸は1000回の振動で1回転、最下軸の指針は1万回の振動で1回転する。さらに、最下軸の下方には数取車と呼ばれる星形の回転板2枚（T1, T2）が備えられている。そして最下軸が10回転するごとに1枚目の数取車が1回転し、1枚目の数取車が10回転するごとに2枚目の数取車が1回転するように構成されている。したがって、1枚目の数取車は垂球の振動10万回で1回転、2枚目の数取車は垂球の振動100万回で1回転する。以上の仕組みを利用して、垂球の振動を100万回まで表示できるようになっている。1日で垂球はおよそ6万回振動するので、16日程度連続して駆動させると表示はゼロに戻る。
垂球（L）と大錘（W）は本体の下に備えられた箱に収納されている。箱の内部には不定時法における時刻を記した時辰表があり、大錘には指針が取り付けられている。装置の駆動中、大錘は一定の速度で降下してゆくので、毎日定時に大錘を巻き上げておくと、大錘の指針が指し示す時辰表の位置によって大まかな時刻を知ることができる。この仕組みは、垂揺球儀以前から使われていた尺時計と同じである。
また、垂揺球儀には垂準器が備えられ、水平を確認できるようになっている。垂揺球儀を正常に動かすには、装置を水平に保つことが必須であった。和時計の中で垂準器を備えているのは垂揺球儀のみである。
垂揺球儀から時刻を求めるには、正午時点で垂揺球儀に表示される振動回数と、一日（一太陽日）に振動する回数をあらかじめ調べておき、対象となる時間（例えば日食の開始・終了の瞬間）における垂揺球儀の振動回数を記録すればよい。また、垂揺球儀を使用するには、定期的に大錘を巻き上げる必要がある。『寛政暦書』には、毎日正午に巻き上げると記されている。しかし巻き上げる間は大錘からの動力伝達が止まってしまう。そのために、例えば第2輪（D）を指で押したりして垂球が止まらないようにしていたと思われるが、後に動力継続伝達装置を備えた垂揺球儀も誕生した。

## 歴史

### 伝承
16世紀後半にガリレオ・ガリレイによって「振り子の等時性」の法則が発見された。オランダの物理学者クリスティアーン・ホイヘンスはこの法則を利用して、1656年に振り子時計を発明した。その後もヨーロッパでは振り子時計の改良が続いた。
一方、その当時の日本では西洋の技術は伝わりにくかった。そのため、天体観測で時刻を知る必要があるときは、振り子時計ではなく、百刻環と呼ばれる日時計や、漏刻（水時計）などを使っていた。1720年（享保5年）には洋書の輸入が一部解禁されたが、振り子時計の技術がすぐに伝わることはなかった。
日本に振り子時計を伝えたのは、1748年（寛政元年）に持ち込まれた書物『霊台儀象志』である。この書はベルギー出身で清在住の南懐仁（フェルディナント・フェルビースト）が1674年に漢文で書いたものである。同書には「垂線球儀」という項があり、ここに、振り子を使って時間をはかる方法が簡単に記されている。さらに、「新製霊台儀象志図付録儀象志図」の中に、振り子を使った時計の図が描かれている。

### 誕生
『霊台儀象志』は、天文学者麻田剛立と、剛立の弟子の高橋至時、間重富に読まれ、剛立らは振り子を使った時間測定を天体観測に採用した。1782年（天明2年）に起きた月食の測定記録では、「垂球創用」との記述が残されていることから、振り子の使用が確認できる。これが、日本で振り子による時間測定がなされた最初の記録である。しかし、『霊台儀象志』の記述による方法だけでは、振り子の振動をは摩擦により減衰し、やがて止まってしまう。そのため、手で振り子に力を加えるか、または同じ振り子を2個用意して一方が止まりそうになるともう一方の振り子を振るという方法をとらざるを得なかった。
剛立一派は振り子の振動を減衰させることなく一定に保つ機構を考え、その内容を京都の時計師戸田東三郎忠行に伝えた。そして戸田の手によって時計が作られた。その時計ははじめ「垂球儀」と呼んでいたが、その後平賀中南により「垂揺球儀」と名付けられた。1789年（寛政元年）の日食測定の際に垂揺球儀を使用した記録が残されている。
1844年（弘化元年）、高橋至時の次男である渋川景佑によって、『寛政暦書』が書かれた。これは寛政暦の暦理を記した書である。同書には垂揺球儀についても合計37頁（記述17頁、図20頁）にわたって説明されている。
なお、垂揺球儀の機構を考えたのは、『寛政暦書』では麻田剛立だと記されているが、間重富の墓碑銘では重富が考案したと記されており、差異がみられる。さらに、この機構は西洋の時計を模倣したものだとの説もあり、垂揺球儀が日本独自の技術かどうかについても見解が分かれている。

### 使用
垂揺球儀は戸田東三郎忠行以外の時計師によっても作られるようになった。また、間重富の息子の間重新も「一車垂揺球儀」と呼ばれる垂揺球儀を製作した。それに従い、大錘を巻き上げる際の動力継続装置について、工夫がみられるようになった。製作された総数は定かでないが、和時計学会が1983年（昭和58年）に出した報告書では、「全部を加算しても二〇基あったものかどうか」と推定されている」。
垂揺球儀を使用していたのは一部の天文学者、暦学者に限られ、それ以外の人は存在も知らなかったと考えられている。使用分野としては、天体観測と改暦、そして伊能忠敬一行による測量などが挙げられる。
天体観測としては、大阪の羽間文庫に、間家が観測した記録が残されている。それによると、日食や月食、あるいは太陽の南中を観測する際に、垂揺球儀を使って時刻を測定していたことがわかる。間家では少なくとも3台の垂揺球儀を所有していた。
改暦では、高橋至時、間重富の2人が中心となって取り組んだ寛政暦への改暦の際に初めて使われた。このときは、江戸の暦局と京都の改暦御用所の2か所で天体観測し、この値を比較することで改暦の資料とした。その後の天保暦への改暦の際にも垂揺球儀は使用されている。
伊能忠敬は、地図作成作業において天体観測の結果を重要視し、大日本沿海輿地全図作成のための全国測量の際にも、晴れていれば必ず天体観測をするようにしていた。垂揺球儀は日食や月食などの時間を測定するのに使われた。垂揺球儀は太陽の南中を起点として、そこから翌日の南中までの振動回数を1日の振動回数とするものであるから、日食・月食の観測時には、数日前に観測場所に到着し、南中を観測して垂揺球儀を駆動させていた。
このほか、加賀藩では、垂揺球儀を使った新しい時刻制度が作られ、これに基づいて時鐘が打たれた。この時鐘制度は加賀藩独自のもので、垂揺球儀を使うことにより従来に比べて正確に時を告げることができるようになった。この制度は1823年（文政6年）に開始され、明治期まで続いた。
垂揺球儀は幕末まで、浅草天文台や間家、各地の天文学者によって使われていた。しかし明治になり、1873年（明治6年）に太陽暦による定時法が採用されると、和時計の使用機会はほとんど無くなった。1869年（明治2年）に浅草天文台が廃止されたときの記録では、土蔵に2台の垂揺球儀が保存されていることが記されている。また、明治時代に発足した海軍水路部で垂揺球儀が使用されていた記録が残されているが、1874年（明治7年）7月に外国製の天文振り子時計に置き換わった。

## 現存する主な垂揺球儀
製作された垂揺球儀自体が少ないため、現存する数も少ない。

### 近江神宮蔵

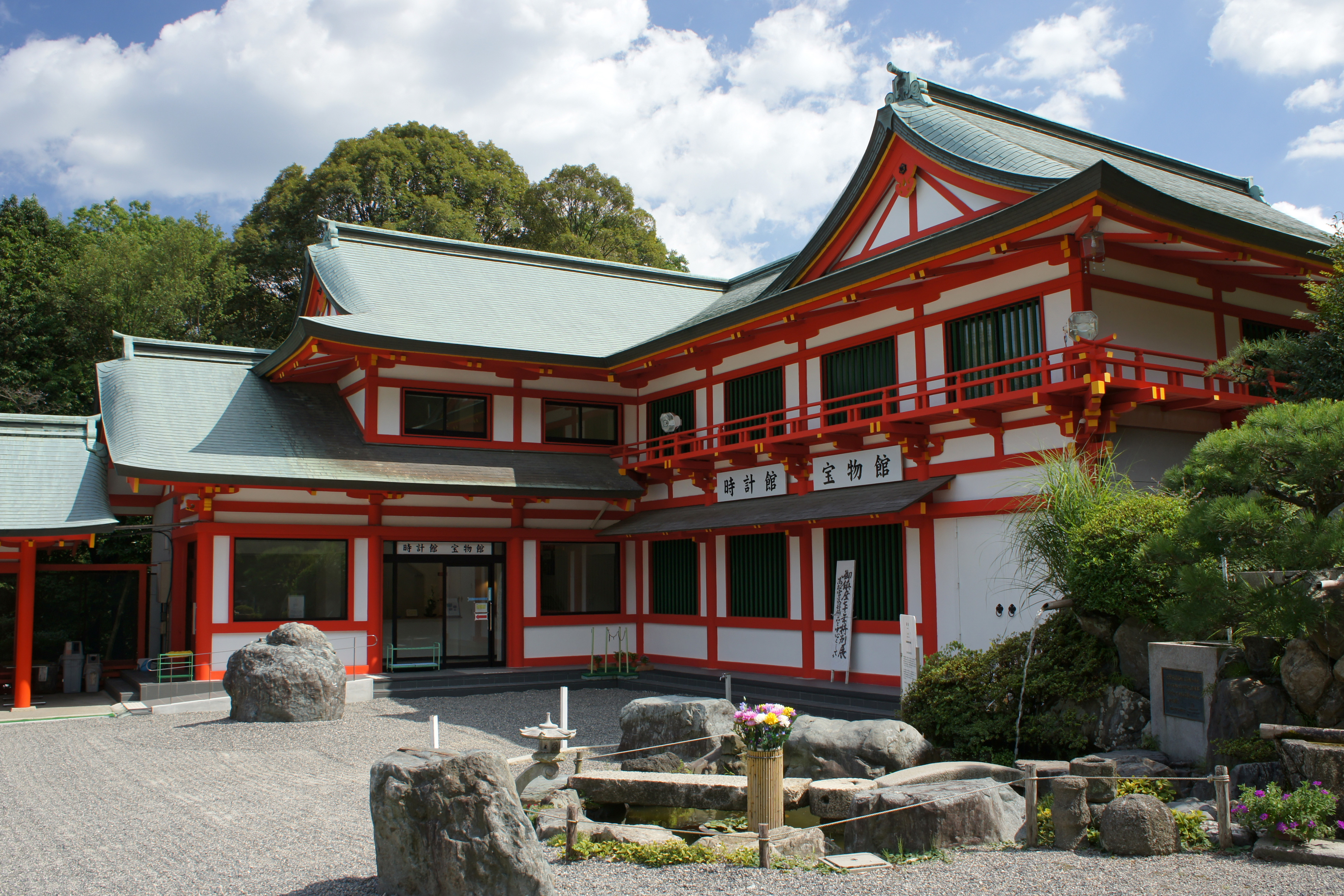
近江神宮時計館宝物館。

観光中のアメリカ人によって発見され、1966年6月10日、漏刻祭において近江神宮に奉納された。近江神宮内の時計館宝物館に展示されている。完全な形で現存している唯一の垂揺球儀とされている。
製作は戸田東三郎忠行。外観は木製黒漆塗で、正面幅18センチメートル、高さ96センチメートル、奥行29センチメートルの箱を有し、この箱の中に大錘と垂球が収納されている。垂球の動きが見えるように、箱の左側面には扉が設けてある。本体は箱の上に設けた背板に取り付けてある。

### 伊能忠敬記念館蔵

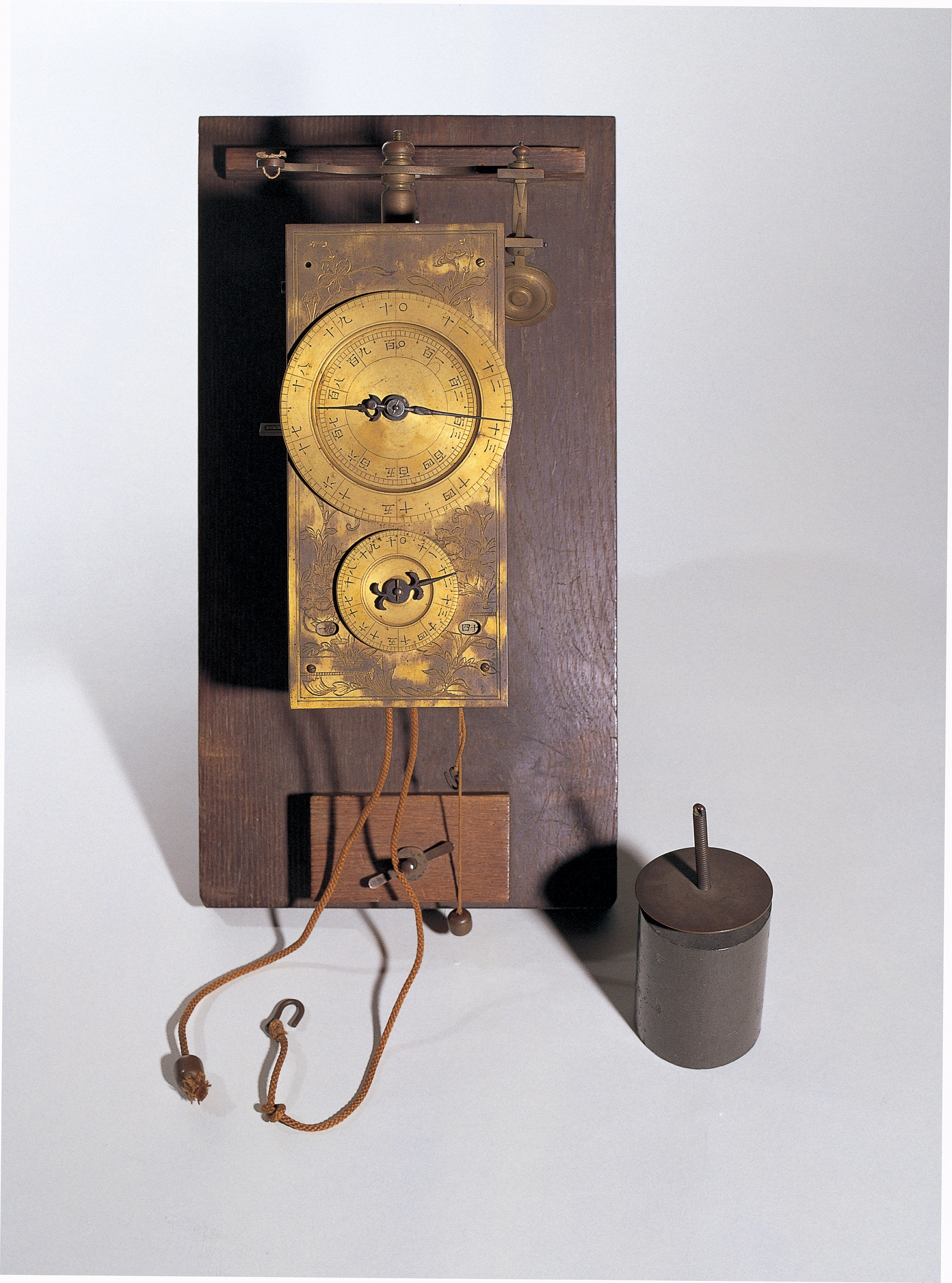
伊能忠敬の孫の伊能忠誨が使用した垂揺球儀。千葉県香取市　伊能忠敬記念館所蔵。

千葉県香取市の伊能忠敬記念館に、伊能忠敬が使用したものと、忠敬の孫の伊能忠誨が使用したものの合計2台が保存されている。
伊能忠敬が使用した垂揺球儀は、戸田東三郎忠行によって製作され、1796年（寛政8年）ごろに間重富を通じて忠敬が入手したものである。木箱の中に、製作年と製作者を記した紙が貼られている。忠敬は江戸の深川に移り住んでから、自宅に天文台を設け、様々な観測機器を買いそろえ観測していた。1800年（寛政12年）に記された忠敬所有の観測機器一覧にも垂揺球儀の名がみられる。同年から始まった全国測量で携行したのも、この垂揺球儀と推定される。また、『寛政暦書』に描かれている垂揺球儀も、この垂揺球儀と似ている。
一方、忠誨使用の垂揺球儀は、「文政八乙酉春江府東神田住大野規行造之」の彫り込みがあることから、忠敬没後の1825年（文政8年）に大野規行によって作られたものであることがわかる。忠敬使用のものと異なり、0～100までの指針と100～1000までの指針が同芯軸上に取り付けてある。また、大錘を巻き上げるときでも垂球の動きを止めないようにするための動力継続伝達装置が備えられている。
現存する忠敬使用の垂揺球儀は指針が1本欠損している。また、垂球及び大錘は2台で1個ずつしか現存していないが、これが本来どちらのものなのかは定かでない。
忠敬使用の垂揺球儀は、「伊能忠敬遺書並遺品一括」のうちとして1949年（昭和24年）に重要美術品に認定された。その後1957年（昭和32年）に「伊能忠敬遺書並遺品一括」は重要文化財に指定された。なお、当初は誤って忠誨使用の垂揺球儀が指定されてしまっていた。1967年に元国立科学博物館の朝比奈貞一はこの事実を指摘し、その後、忠敬使用のものに指定が改められた。2010年（平成22年）、2台の垂揺球儀は「伊能忠敬関係資料一括」のうちとして、いずれも国宝に指定された。

### 高樹文庫蔵
加賀藩で使用されたもので、「正時版符天機」と呼ばれている。富山県内で発見され、射水市新湊博物館の高樹文庫に所蔵された。1832年（天保3年）に製作されたもので、箱裏書によれば製作者は金沢在住の時計師與右衛門。国立科学博物館に所蔵されている「精密尺時計」と呼ばれている箱が、この垂揺球儀の収納箱ではないかと考えられている。
また、加賀藩で使用されたとされる垂揺球儀としては、高樹文庫蔵以外に、個人蔵の時計（「慶応元年　治動作」の銘）と神奈川県中井町の江戸民具街道蔵の時計（「文政八年」の記載）が存在する。

### 米国の博物館蔵
ワシントンD.C.の国立アメリカ歴史博物館と、ロックフォードの時計博物館に1台ずつ所蔵されている。どちらも1983年（昭和58年）に国立科学博物館の佐々木勝浩によって発見された。両垂揺球儀は、振動数のほかに時刻も知ることができるように改良されているが、時刻の読み取り方は両者で異なっている。また、国立アメリカ歴史博物館の垂揺球儀は振動数を示す文字盤が3枚なのに対し、時計博物館の垂揺球儀は2枚である。

## 調査・研究

### 大谷亮吉による調査
1871年（明治42年）7月10日、東京帝国大学において伊能忠敬の遺品が明治天皇の天覧に入った。このとき垂揺球儀についても、説明役である長岡半太郎によって説明された。また、1913年（大正2年）には、東宮（のちの昭和天皇）が佐原中学校において伊能忠敬の遺品を見学しており、その中には垂揺球儀も含まれていたものと推定されている。
1917年（大正6年）、帝国学士院嘱託の大谷亮吉は、伊能忠敬の本格的な研究書『伊能忠敬』を上梓した。同書では垂揺球儀についても1章をさき、15ページにわたって説明がなされている。この大谷の記述は、明治以後で垂揺球儀について記した最初のものである。
同書で大谷は、寛政暦書等に記述された内容を引用し、これら過去の記録では、発明者の記述に相違はあるものの、垂揺球儀は日本で創案されたものであると記載されているとした。しかしそのうえで大谷は、これら過去の見解に異を唱えた。大谷は、ホイヘンスによる振り子時計の発明から垂揺球儀の誕生まで130年以上を経ており、その間には西洋から観測機器が伝来しているので、振り子時計のみが日本に伝わらなかったとは考えにくいと主張した。そして大谷は、垂揺球儀が日本創案というのは「畢竟誇張の言に過ぎざるべし」と結論づけた。
さらに大谷は、伊能忠敬が使用した垂揺球儀を調査し、図を使って詳細に説明した。

### 和時計学会による調査
大谷以後、しばらくは垂揺球儀の本格的な研究はなされず、垂揺球儀について書かれた文献では必ず大谷が引用または孫引きされていた。垂揺球儀が日本の創案ではないとする主張についても受け入れられていた。
しかし後に、大谷の主張に異論の声があがった。そのきっかけとなったのは、1975年（昭和50年）7月23日に実施された、近江神宮所蔵の垂揺球儀の分解である。この分解作業は時間の制約から本格的な調査には至らなかったが、作業に立ち会った人のなかには、大谷の記録と実物との差異を見て、大谷の主張に疑問を感じるものもいた。
そして1981年（昭和56年）、有志の呼びかけで和時計学会が発足した。会は垂揺球儀について資料を収集したほか、現存する垂揺球儀を調査し比較した。2台の垂揺球儀については実際に動かして測定し、測定結果は良好であることを確認した。これらの成果は、浅井忠、戸田光良、吉田嘉一の手により1983年（昭和58年）に『和時計調査報告　垂揺球儀』としてまとめられた。
この報告書では、垂揺球儀は西洋の模倣であるとの説を否定した。そして、大谷は垂揺球儀のどこが模倣なのか具体的に指摘していないし、もし模倣された時計が日本に伝わっていたならば垂揺球儀誕生以前に天体観測などで使われていたはずだと主張した。そして、垂揺球儀は歯車の配列や促球儀の構造をとってみても独創性が示されていて、これは西洋の模倣ではないと主張した。

### その後の研究
垂揺球儀が日本の創作か否かという点について見解が分かれるなか、2011年（平成23年）、栃木県立足利高等学校の小曽根淳は新たに2点の資料を提示した。1つは「新製霊台儀象志図付録儀象志図」の八十四図と八十五図で、ここに振り子時計の図が描かれている。この図には垂揺球儀の特徴である二重爪車などが無いが、麻田剛立一派はこれを見たものと推定される。もう1つは、セイコー時計資料館に所蔵されている振り子ダイヤル付折りたたみ式板尺時計である。この時計の製作時期は不明だが、二重爪車は無く、技術的には尺時計と垂揺球儀の中間の位置にある。
これらの資料から小曽根は、付録儀象志図を見て垂揺球儀を作ったという点では西洋の振り子時計を参考にしたといえるが、垂揺球儀には付録儀象志図には無い工夫が複数見られるので、これをもって垂揺球儀は西洋の単なる模倣と断ずることはできないと結論付けている。